# Tully Falls
Tully Falls – wodospad sezonowy położony w Australii (Queensland), w parku narodowym Tully Gorge, na rzece Tully River, wysokości 293 metrów.